# اسب سیاه (فیلم ۲۰۱۴)
اسب سیاه یک فیلم درام نیوزلندی است که توسط جیمز ناپیر رابرتسون و با بازی کلیف کرتیس و جیمز رولستون در سال ۲۰۱۴ ساخته شده است.
این فیلم جایزه بهترین تصویربرداری، بهترین کارگردانی و بهترین فیلمنامه و بهترین بازیگر و بهترین بازیگر مکمل را در جشنواره فیلم نیوزلند و همچنین بهترین فیلم در جشنواره بین‌المللی فیلم سیاتل و همچنین جشنواره ۲۰۱۵ بین‌المللی فیلم سن فرانسیسکو و و جشنواره بین‌المللی فیلم ۲۰۱۵ روتردام هلند را کسب کرده است. این فیلم همچنین عنوان بزرگترین فیلم ساخته شده تا به حال نیوزلند را به خود اختصاص داده است. تاریخ اکران فیلم اسب سیاه در اول آوریل ۲۰۱۶ است.

## طرح
اسب سیاه بر اساس زندگی واقعی جنسیس پوتینی بازیکن شطرنج که دچار اختلال دوقطبی ست تهیه شده است.

## بازیگران
- کلیف کرتیس در نقش جنسیس
- جیمز رولستون در نقش مانا
- کرک تورنس در نقش شریف
- میریاما مک داول در نقش سندی
- باز تی هیرا در نقش موت
- خاویر هوران در نقش جدی
- وین هپی به در نقش اریکی
- جیمز ناپیر رابرتسون در نقش دیو